# Nanc-lès-Saint-Amour
Nanc-lès-Saint-Amour korábbi község (település) Franciaországban, Jura megyében. 2016. január 1-jén L’Aubépin és Chazelles  községgel egyesült és Les Trois-Châteaux új község része lett.
Lakosainak száma 296 fő (2018. január 1.). Nanc-lès-Saint-Amour Saint-Amour, Domsure, Chazelles, Saint-Jean-d’Étreux, Thoissia, L’Aubépin és Val d'Épy községekkel határos.

## Népesség
A település népességének változása:
| Lakosok száma | 321  | 635  | 323  | 296  |
|               | 2015 | 2016 | 2017 | 2018 |